# 伊瑞伯山
伊瑞伯山（Amon Ereb）是托爾金（J. R. R. Tolkien）奇幻小說內虛構地名。
伊瑞伯山在辛達林語解作「孤獨的山」，位於拉姆達爾（Ramdal）及蓋林河（Gelion）之間，高聳於東貝爾蘭的南部平原，是該地區的最高點，是安德蘭姆（Andram）的東端山峰。伊瑞伯山是一座孤峰，在戰略上有極重要的作用，它是塔烏爾伊姆杜納斯（Taur-im-Duinath）及貝爾蘭南部的通道。
南多族（Nandor）精靈君王迪耐瑟（Denethor）在第一次貝爾蘭會戰（First Battle of Beleriand）裡在伊瑞伯山抵抗半獸人的襲擊，戰死在這裡。後來，精靈在班戈拉赫戰役（Dagor Bragollach）挫敗，卡蘭希爾（Caranthir）從北方逃到伊瑞伯山，後來一度棄守，尼南斯·阿農迪亞德戰役（Nírnaeth Arnoediad）結束後，費諾追隨者重奪伊瑞伯山。伊瑞伯山有時會簡稱為伊瑞伯。